# Омаров, Али Омар оглы
Али Омар оглы Омаров (азерб. Əli Ömər oğlu Ömərov; род. 10 сентября 1947, Арденис, Амасийский район) ― Генеральный прокурор Азербайджана (1993―1994), действительный государственный советник юстиции.

## Биография
Родился 10 сентября 1947 года в селе Арденис Амасийского района Армянской ССР. 
В 1973 году окончил заочное отделение юридического факультета Азербайджанского государственного университета.
В 1973 году призван в ряды Советской армии. Службу проходил военным следователем Даурской военной прокуратуры Читинской области. В 1974 году уволился в запас.  Работал в Управлении внутренних дел Амасийского района Армянской ССР на должности начальника отдела безопасности внешних органов власти и добровольных помощников милиции.
В 1976 году переехал в Азербайджан, где работал старшим следователем и помощником прокурора Нагорно-Карабахской автономной области.
С 1980 по 1983 ―  старший следователь Гянджинской городской прокуратуры.
С 1983 по 1993 ― транспортный прокурор города Гянджа.
В 1990 году избран в Верховный Совет Азербайджанской ССР. 
Являлся ответственным секретарем комиссии по Ходжалинской трагедии и выступал в качестве основного докладчика о виновных, происхождении и результате трагедии в прямом эфире, тем самым информируя весь мир о Ходжалинской трагедии.
С 3 июля 1993  по 8 октября 1994 ― Генеральный прокурор Азербайджана
Был единственным Генеральным прокурором Азербайджана, который возбудил уголовное дело против действующих глав МВД и Министерства обороны и добился их увольнения с постов. 
Был членом Комиссии по подготовке Конституции Азербайджана. В 1993 году назначен действительным членом Исполнительного комитета Международного бюро Интерпола.
Является членом Международной ассоциации прокуроров.